# Francesco Benigno (storico)
Francesco Benigno (Palermo, 28 gennaio 1955) è uno storico italiano. 
Insegna Storia moderna presso la Scuola Normale superiore di Pisa.

## Biografia
Diplomato al liceo classico "Nicola Spedalieri" di Catania, si è poi laureato in filosofia all'Università degli Studi di Catania (1978). Ricercatore in storia moderna (1985) presso l'ateneo catanese, ha trascorso periodi di studio a Cambridge, dove nel 1987 è visiting professor del Cambridge Group for the Study of Population and Social Structure.
È diventato professore associato presso la facoltà di magistero dell'Università degli Studi di Messina nel 1992 e poi ordinario di storia moderna all'Università di Teramo nel 1994. In questo stesso anno, viene nominato direttore dell'IMES. Già membro della redazione di Meridiana (la rivista di storia e scienze sociali edita dall'IMES), ha coordinato il lavoro di revisione e rinnovamento della storiografia sul Mezzogiorno d'Italia. 
Nel 1995 Benigno ha fondato insieme ad un gruppo di giovani storici italiani la rivista quadrimestrale Storica.
Nel 1997 è stato visiting professor all'École des hautes études en sciences sociales (EHESS) di Marsiglia, l'anno successivo presso l'Università di Coimbra e nel 2000 presso quella di Girona.
Negli anni successivi ha contribuito a fondare la facoltà di scienze della comunicazione dell'Università di Teramo, di cui è stato preside dal 2002 al 2010 e in seguito è divenuto presidente della fondazione Università degli studi di Teramo.
Da settembre a dicembre del 2011 è stato visiting professor all'Università di Barcellona e nel 2014 all'Università della Cantabria.
Tra il 2011 e il 2013 è stato membro del gruppo di esperti valutatori (GEV) dell'area 11 (scienze storiche, filosofiche, pedagogiche e psicologiche) dell'ANVUR (Agenzia nazionale per la valutazione universitaria della ricerca), con l'incarico di coordinare il sotto-settore storia, geografia e antropologia.
Nel 2012 Benigno è stato eletto direttore del dipartimento di storia e critica della politica dell'Università di Teramo, dipartimento poi assorbito nella facoltà di scienze politiche. Dal 2013 è stato membro del consiglio d'amministrazione dell'Università di Teramo e coordinatore nello stesso ateneo del dottorato in storia dell'Europa dal Medioevo all'età contemporanea . Attualmente è coordinatore del Dottorato in Storia della Scuola Normale superiore di Pisa.

## Ambiti e attività di ricerca
Nella seconda metà degli anni settanta, sotto la guida di Giuseppe Giarrizzo, i suoi primi studi hanno riguardato la storia economica e sociale dell'area mediterranea. In seguito si è occupato della lotta politica in età moderna, con particolare riferimento alla Spagna degli Asburgo e all'Italia spagnola, e di rivoluzioni europee (la Fronda, la rivoluzione inglese, la rivolta di Masaniello, la rivolta di Messina, la Rivoluzione francese). Ha pubblicato inoltre numerosi articoli e saggi su riviste e volumi collettivi..
Nel corso della sua attività di ricerca, Benigno ha promosso riflessioni collettive di carattere interdisciplinare su alcuni importanti temi, quali l’uso politico della storia, il governo dell’emergenza ed i simboli della politica, organizzando convegni e coordinando gruppi di ricerca nazionali ed internazionali a cui hanno preso parte anche storici dell’arte e del pensiero politico. Negli ultimi anni ha concentrato la sua attenzione sulla costruzione dei gruppi sociali, con particolare riferimento alle immagini e alle realtà dei criminali nel XIX secolo.

## Attività extra-accademica
Ha collaborato con il quotidiano L'Unità e con la rivista Italianieuropei. Ha anche curato la rubrica Le parole che usiamo sulla rivista on-line Piazza Enciclopedia Magazine dell'Enciclopedia Treccani. Attualmente collabora con il supplemento domenicale Alias del quotidiano Il Manifesto.

## Principali pubblicazioni
- Il porto di Trapani nel Settecento. Rotte, traffici, esportazioni (1674-1800), Trapani, Camera di commercio, industria, artigianato ed agricoltura della provincia di Trapani 1982 (vincitore del premio “Cefalù”).
- Una casa, una terra. Ricerche su Paceco, paese nuovo nella Sicilia del Sei e Settecento, Catania, CUECM 1985.
- L'ombra del re. Ministri e lotta politica nella Spagna del Seicento, Venezia, Marsilio 1992 (edizione spagnola: La sombra del rey: validos y lucha política en la España del siglo XVII, Madrid, Alianza 1994).
- Specchi della rivoluzione. Conflitto e identità politica nell'Europa moderna, Roma, Donzelli 1999 (edizione spagnola: Espejos de la revolución: conflicto e identidad en la Europa moderna, Barcelona, Crítica 2000; edizione inglese: Mirrors of Revolution.Conflicy and political identity in early modern Europe, Louvain, Brepols 2010).
- Ultra Pharum. Famiglie, commerci e territori nel Meridione moderno, Catanzaro, Meridiana Libri 2001 (vincitore nel 2001 del Premio Nazionale Rhegium Julii).[14]
- "Trasformazioni discorsive e identità sociali: il caso dei lazzari", in Storica, n. 31, XI (2005).
- "Ripensare il nepotismo papale nel Seicento", in Storica, nn. 35-36, XII (2006).
- Uso e reinvenzione dell'antico nella politica moderna (cura insieme a N. Bazzano), Pietro Lacaita editore, Manduria-Bari-Roma 2006.
- Il governo dell'emergenza. Poteri straordinari e di guerra in Europa tra XVI e XX secolo(cura con L. Scuccimarra), Viella, Roma 2007.
- Simboli della politica (cura con L. Scuccimarra), Viella, Roma 2010.
- "Il ritorno dei Thugs. Ancora su trasformazioni discorsive e identità sociali", in Storica, 51, XVII (2011).
- Favoriti e ribelli. Stili della politica barocca, Roma, Bulzoni Editore 2011.
- Parole nel tempo. Un lessico per pensare la storia, Roma, Viella 2013 (edizione spagnola: Palabras del Tiempo. Un ideario para pensar históricamente, Catèdra, Madrid 2013).
- "L'imaginaire de la secte. Littérature et politique aux origines de la camorra (seconde moitié du XIXe siècle)", in Annales. Histoire, sciences sociales, Vol. 68 (3/2013).
- La mala setta. Alle origini di mafia e camorra. 1859-1878, Torino, Einaudi 2015.
- Terrore e terrorismo. Saggio storico sulla violenza politica, Torino, Einaudi 2018.
- Rivoluzioni. Tra storia e storiografia, Roma, Officina libraria 2021.

Ha inoltre curato collezioni di manuali per l'insegnamento (universitario e scolastico) della storia medievale, moderna e contemporanea:
- Storia Donzelli (tre volumi pubblicati tra 1997 e 1998, in collaborazione con C. Donzelli, C. Fumian, Salvatore Lupo, E.I. Mineo);
- Progetto Storia (cura di 15 volumi insieme a Biagio Salvemini, 2000-2001)
- Storia delle regioni (cura di 50 volumi insieme a Biagio Salvemini, Laterza, 2000-2004),
- L'età moderna. Dalla scoperta dell'America alla Restaurazione,con la collaborazione di N. Bazzano e M.C. Giannini (manuale universitario di storia moderna), Laterza, 2005.